# Raionul Vilneansk, Zaporijjea
Vilneansk (în ucraineană Вільнянський район, transliterat: Vilneanskîi raion) este un raion în regiunea Zaporijjea, Ucraina. Reședința sa este orașul Vilneansk.

## Demografie
Componența lingvistică a raionului Vilneansk
     Ucraineană (84,72%)
     Rusă (14,7%)
     Alte limbi (0,23%)
Conform recensământului din 2001, majoritatea populației raionului Vilneansk era vorbitoare de ucraineană (84,72%), existând în minoritate și vorbitori de rusă (14,7%).